# Oporinia significata
Oporinia significata är en fjärilsart som beskrevs av Feichtenberger 1965. Oporinia significata ingår i släktet Oporinia och familjen mätare. Inga underarter finns listade i Catalogue of Life.